# Avensan
 Avensan  es una población y comuna francesa, situada en la región de Aquitania, departamento de Gironda, en el distrito de Burdeos y cantón de Castelnau-de-Médoc.

## Demografía
| 833 | 962 | 1062 | 1592 | 1620 | 1753 |
| Para los censos de 1962 a 1999 la población legal corresponde a la población sin duplicidades (Fuente: INSEE [Consultar]) |     |      |      |      |      |